# Rasmus Östman
Lars Rasmus Östman, född 18 april 1988 i Örebro, är en svensk före detta fotbollsspelare. 
Östmans moderklubb är Adolfsbergs IK. Därefter spelade han för BK Forward. Han gjorde debut i det allsvenska laget Trelleborgs FF under säsongen 2008. Östman var utlånad till Husqvarna FF i Division 1 Södra under höstsäsongen 2009. Han lånades därefter ut till Borlängeklubben IK Brage under 2010. Östman spelade två matcher i Superettan för Husqvarna FF säsongen 2014.